# Nòmada del coneixement
Un nòmada del coneixement (de l'anglès knowmad) és aquella persona nòmada del coneixement i la innovació. El que caracteritza a aquestes persones és que són innovadores, imaginatives, creatives i capaces de treballar en col·laboració amb gairebé qualsevol persona, a qualsevol moment i en qualsevol lloc. Un knowmad és valorat pel seu coneixement personal, la qual cosa li proporciona un avantatge competitiu pel que fa als altres treballadors.
El terme knowmad és un neologisme que combina les paraules know (conèixer, saber) i nomad (nòmada) per fer referència al perfil del subjecte capaç de ser un nòmada del coneixement. El terme va ser creat per John Moravec.
En la societat industrial els treballadors romanien generalment en un lloc físic fix per desenvolupar funcions molt concretes; en canvi, les activitats associades als treballadors de la societat de la informació i del coneixement s'han tornat molt menys específiques en termes d'ubicació i de tasques a exercir, la qual cosa es veu afavorida per les tecnologies que permeten efectuar bona part del treball de manera virtual. Els knowmads tenen la capacitat de tornar a configurar i contextualitzar el seu espai de treball en qualsevol moment, intercanviant informació i idees amb altres professionals, la qual cosa genera idees, productes i serveis molt diferents dels que faria cadascun per la seva banda.
Moravec assenyala que aquesta nova forma de treball és un referent per a l'educació, ja que els estudiants d'aquesta societat haurien de poder aprendre, treballar, jugar i compartir pràcticament en qualsevol context.
| «                      | En el protoparadigma 3.0 el caos i l'ambigüitat associats als enormes canvis socials i tecnològics demanen a crits el ressorgiment del paradigma de 'aprendre fent'. D'alguna manera podria dir-se que estem construint el futur a mesura que va succeint. Amb l'aprenentatge i l'ensenyament col·lectiu i entre parells, som responsables d'ajudar-nos mútuament per identificar quins són els nostres 'elements' en el camí cap a un desenvolupament personal i knowmàdic. | » |
| — Moravec, 2011, pg.59 | |   |

Aprendre fent posa èmfasi en com s'aprèn i no en els continguts, tal com succeeix en l'aprenentatge invisible. Per tant, les avaluacions han de donar compte de si el producte és innovador o no. O sigui, si mostra el que ha ocorregut en el procés, si és nou, si ha proporcionat beneficis, si és font d'aprenentatge per a uns altres.
Habilitats d'un Knowmad
1. No està limitat a una edat determinada.
2. Creatiu, innovador, col·laboratiu i motivat.
3. Utilitza la informació i genera coneixements en diferents contextos.
4. Altament inventiu, intuïtiu, capaç de produir idees.
5. Capaç de crear sentit socialment construït.
6. No solament busca accedir a la informació, sinó que també procura utilitzar-la obertament i lliurement.
7. Creador de xarxes, sempre connectat a persones, idees, organitzacions, etc.
8. Capacitat per utilitzar eines per resoldre diferents problemes.
9. Alfabetitzat digitalment, comprèn com i per què funcionen les tecnologies digitals.
10. Competència per resoldre problemes desconeguts en contextos diferents.
11. Aprèn a compartir (sense límits geogràfics).
12. És adaptable a diferents contextos i entorns.
13. Conscient del valor d'alliberar l'accés a la informació.
14. Atent als contextos i a l'adaptabilitat de la informació.
15. Capaç de desaprendre ràpidament, sumant noves idees.
16. Competent per crear xarxes de coneixement horitzontals.
17. Aprenentatge permanent i per a tota la vida (formal-informal).
18. Experimenta constantment TIC (en col·laboració).
19. No tem el fracàs.